# 岡田光正
岡田 光正（おかだ みつまさ、1948年-）は、日本の化学工学者。放送大学副学長。広島大学名誉教授、工学博士。専攻、環境化学工学、生態工学 。山梨県出身。

## 略歴
- 1971年 東京大学 工学部 化学工学 卒業
- 1973年 東京大学大学院 工学研究科 化学工学専攻 修了
- 1973年4月 (株)日立製作所 入社

- 1974年11月 環境庁国立環境研究所 研究員
- 1984年7月 環境庁国立環境研究所 主任研究員
- 1985年10月 東京農工大学 工学部 化学工学科 助教授
- 1991年8月 広島大学 工学部 環境基礎学講座 教授[1]
- 2001年4月 広島大学 大学院工学研究科 物質化学システム専攻教授
- 2004年4月 広島大学 大学院工学研究科長・工学部長
- 2005年5月 広島大学 理事・副学長(社会連携・研究担当)
- 2007年5月 広島大学 大学院工学研究科 物質化学システム専攻 教授
- 2010年4月 広島大学 大学院工学研究科 化学工学専攻 教授
- 2011年1月 放送大学 教養学部 教授[2]
- 2017年4月 放送大学 副学長[3]
- 2019年 環境省 中央環境審議会 水環境部会 生活環境項目環境基準専門委員会委員[4]